# Yuan Guiren

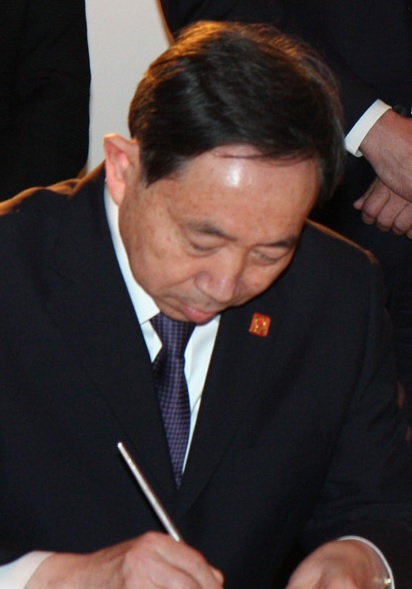
Yuan Guiren

Yuan Guiren (chinesisch 袁贵仁; * November 1950 in Guzhen, Provinz Anhui) ist ein Politiker der Kommunistischen Partei Chinas (KPCh) in der Volksrepublik China, der unter anderem zwischen 2009 und 2016 Minister für Bildung war.

## Leben
Yuan Guiren, der zur Volksgruppe der Han gehört, wurde 1975  Mitglied der Kommunistischen Partei Chinas (KPCh) und absolvierte zwischen 1978 und 1984 ein Studium an der Philosophischen Fakultät der Pädagogischen Universität Peking und war im Anschluss dort von 1984 bis 1989 selbst als Dozent tätig. Danach war er zwischen 1989 und 1995 Direktor der Fakultät für Sozialwissenschaften der Pädagogischen Universität Peking sowie von 1995 bis 1996 Vizepräsident dieser Universität. Im Anschluss fungierte er zwischen 1996 und 2001 als Sekretär des Parteikomitees der KPCh der Pädagogischen Universität Peking und war während dieser Zeit von 1998 bis 1999 in Personalunion sowohl Assistierender Bürgermeister von Peking als auch Direktor des Städtischen Bildungsausschusses von Peking. Danach wurde er im Juli 1999 als Nachfolger von Lushan Zhen Präsident der Pädagogischen Universität Peking und bekleidete diese Funktion ebenfalls bis zu seiner Ablösung durch Zhong Binglin  im April 2001.
Danach war Yuan Guiren zwischen 2001 und 2009 Vize-Minister für Bildung und als solcher zugleich von 2001 bis 2005 Mitglied der Parteiführungsgruppe der KPCh dieses Ministeriums. Daneben war er von 2001 bis 2005 auch Direktor der Staatlichen Kommission für Sprachen sowie zwischen 2005 und 2016 Stellvertretender Sekretär der Parteiführungsgruppe der KPCh des Bildungsministeriums. Auf dem XVII. Parteitag 2007 wurde er Mitglied der Zentralkommission für Disziplin und Inspektion des Zentralkomitee der Kommunistischen Partei Chinas (ZK der KPCh) und gehörte diesem Gremium bis 2012 an. Im November 2009 löste er im Staatsrat der Volksrepublik China den wegen Korruptionsvorwürfen entlassenen Zhou Ji als Minister für Bildung ab. Auf dem XVIII. Parteitag 2012 wurde er Mitglied des ZK der KPCh und gehörte diesem Gremium bis 2017 an. Am 2. Juli 2016 wurde er als Bildungsminister von Chen Baosheng abgelöst.